# Avram Iancu, Alba
Avram Iancu este satul de reședință al comunei cu același nume din județul Alba, Transilvania, România.

## Patrimoniu
Bustul lui Avram Iancu, plasat în centrul comunei (lângă școala generală), este înscris pe lista monumentelor istorice din județul Alba.